# Анцута (герб)
Анцута (пол. Ancuta) — шляхетський герб русько-литовського походження.

## Історія
Польський геральдик Юліуш Кароль Островський стверджує, що герб походить з XVI століття. Проте Каспер Несецький твердив, що герб був наданий Великим князем Литовським Вітовтом в 1394 році Леонові Анцуті за хоробрість (військові заслуги).

## Опис
У синьому полі срібна стріла в стовп вістрям догори між золотою восьмипроменевою зіркою праворуч та золотим півмісяцем ріжками до стріли. Клейнод: звичайна корона одна. Намет: синій, підбитий сріблом.

## Роди
Тадеуш Гайль у своєму Гербовнику польському подає 15 родин, які користувалися даним гербом: Ancuta, Anczyc, Gawryłkiewicz, Hauryłkiewicz, Hawryłkiewicz, Jesipowicz, Kamiński, Kasperowicz, Lewiński, Makułowicz, Ogorodnicki, Olchowiecki, Olechowiecki, Spirydowicz, Zwierowicz.
Анцути, Анчиці, Гаврилкевичі (три польських родини з різними варіантами написання прізвища), Єсиповичі, Звіровичі, Камінські, Касперовичі, Левинські, Макуловичі, Огородницькі, Олеховецькі, Ольховецькі, Спиридовичі.